# Karl-Bonhoeffer-Nervenklinik (metropolitana di Berlino)
Karl-Bonhoeffer-Nervenklinik è una stazione della metropolitana di Berlino, sulla linea U8.

## Interscambi
- Stazione ferroviaria (Karl-Bonhoeffer-Nervenklinik)[1]
- Fermata autobus